# هيرمان ستير
هيرمان شتاير (16 فبراير 1864 – 11 سبتمبر 1940)  روائيًا ألمانياً وكاتبًا وشاعرًا. تم ترشيحه لجائزة نوبل في الأدب أربع مرات. 

## الحياة الشخصية
ولد شتير في هابيلشويردت ( Bystrzyca Kłodzka) في عام 1864؛ كان الطفل الخامس لروبرت ستير. لقد نشأ في أسرة فقيرة بموجب القواعد الصارمة لوالديه المتدينين. لا يزال الكثير من خلفية عائلة شتير غير معروف، ولكن في رواية دري نشت، قُبل بأنه سير شخصي، فقد ذكر انه جاء من بادن. كان هذا الجد يعمل في مكتب قانوني أعلى أثناء اندلاع الثورات الأوروبية عام 1848 في ألمانيا. 

## المشاركة السياسية
أثناء تأسيس جمهورية فايمار، ظهر ستير كمتحدث انتخابي لصديقه فالتر راتيناو، مرشح الحزب الاشتراكي الديمقراطي. 
في عام 1934، كتب شتير رسالة إلى أدولف هتلر، والتي كانت بمثابة احتجاج ضد رئيس الشرطة وSA- Obergruppenfűhrer Edmund Heines الذين اتبعوا سياسة الإرهاب والعنف ضد المواطنين.  ظلت الرسالة دون إجابة.